# Таргу Муреш
Таргу Муреш (рум. Târgu Mureş, мађ. Marosvásárhely, историјско угарско име Székelyvásárhely) град је и општина у средишњем делу Румуније. Град се налази у историјској покрајини Трансилванија и средиште је жупаније Муреш (или Мориш).

## Географија
Град Таргу Муреш се налази у долини реке Мориш у области средишње Трансилваније, која је овде брдског карактера. Град се развио на путу који везује веће градове Клуж и Брашов.

## Историја
Град на данашњем месту први пут се спомиње 1332. у папском списку под латинским именом Novum Forum Siculorum. Мађарски краљ Сигмунд Луксембуршки 1405. додељује граду, тада познатом као Секељвашархељ, право одржавања вашара. Краљ Матија Корвин 1482. даје граду статус слободног краљевског града. Године 1616. град добија данашње име. Ово је време наглог успона града, када он постаје једно од средишта Трансилваније.
Према државном шематизму православног клира Угарске 1846. године у месту Медгиесфалва живело је 65 породица, а ту су припадале и филијалне - 36 из Марош Крстура и три из Какашда. Православни парох био је тада поп Стефан Јаковић. Поменуто место Мегиесфалва налазило се уз Крстур (Кристешти), а сада се назива Азомуреш и представља предграђе града Таргу Муреш.
Револуција 1848/49. отворила је ново питање у вези тадашњег Таргу Муреша и саме Трансилваније, питање румунско - мађарских односа. Познати румунски народни јунак Аврам Јанку био је адвокат у овом граду у то доба. И поред тога град и његова околина су све до краја Аустроугарске остали насељени претежно Мађарима. Мађари су 1910. чинили 89% градског становништва.
После Првог светског рата град постаје део краљевине Румуније и одмах мења име у „прорумунско“ Oşorheiu. Истовремено у град се почињу досељавати Румуни из околних села, па град полако постаје хетероген по саставу становништва. Међутим, у раздобљу 1940-44, током Другог светског рата, град је поново део Мађарске под Хортијем, да би после рата био враћен Румунији, сада под комунистичком влашћу.
Током 55-годишње комунистичке владавине дошло до нагле индустријализације и урбанизације целе Румуније. Ово није заобишло ни Таргу Муреш, код којег је додатни подстрек било и постојање некадашње Мађарске Аутономне Покрајине, чије је Таргу Муреш био седиште. После пада комунизма 1989, дошло је до међуетничких немира између Румуна и Мађара. Ово је негативно утицало на град и његово становништво, посебно на Мађаре, који су због исељавања из града постали први пут мањина у граду. Град је био и у привредним недаћама, али се од 2000. године град опоравља и поново развија.

## Становништво
| 2011.   |
| ------- |
| 134.290 |

Град Таргу Муреш спада у ред великих румунских места са најмањим уделом Румуна, који тек од последњег пописа чине већину становништва. Други по броју су Мађари, који су током целе историје града били у већини. Некадашње немачко и јеврејско становништво данас је малобројно. Данашње стање по етничкој припадности је:
| +Званични попис из 2002. |                 |          |
| Народност                | Број припадника | Постотак |
| Румуни                   | 75.317          | 50,35%   |
| Мађари                   | 69.825          | 46,68%   |
| Роми                     | 3.759           | 2,51%    |
| Немци                    | 275             | 0,18%    |
| остали                   | 401             | 0,27%    |

## Градске знаменитости
Град има добро сачувано старо језгро са бројним здањима из различитих историјских раздобља, највише из прве половине 20. века.
- Православна катедрала (1925—34), посвећена Спасењу Христовом;
- "Мала“ православна црква (1926—36);
- Реформатска црква из 17. века у градској утврди;
- Израелитска црква;
- Еванђеотска црква;
- Католичка црква, посвећена св. Јовану;
- Палата Културе (1911—13) са чувеном Двораном огледала;
- Градска утврда из 17. века са реформатском црквом;
- Трг Ружа;
- Градска кућа (1906—07)

## Партнерски градови
- Илменау
- Баја
- Залаегерсег
- Будимпешта XI округ
- Güzelçamlı
- East Renfrewshire
- Борнмут
- Кечкемет
- Будимпешта

## Галерија
- Реформатска црква у зидинама
- Градска кућа
- Хотел „Конкордија“